# Головничество
Головничество (головщина, головщизна, гловничество) — душегубство, убийство; денежный выкуп (пени, штраф), выплачивавшийся убийцей (головником) родственникам убитого. 
Один из институтов русского права. Головничество было разнообразно, в зависимости от общественного положения убитого. Так, по Русской Правде головничество за убийство княжего мужа равнялось двойной вире, головничество за свободного человека — 40 гривнам. За убийство холопа платился штраф в размере 5 гривен.